# Hondryches ambrensis
Hondryches ambrensis là một loài bướm đêm trong họ Noctuidae.